# Ceremony (musikalbum)
Ceremony är det brittiska bandet The Cults femte studioalbum, utgivet 1991. Albumet nådde plats 25 i USA.
Albumet var starkt inspirerat av indiankultur. Gruppen använde ett foto av en indianpojke på omslaget, föräldrarna stämde gruppen för 61 miljoner dollar.

## Låtlista
Samtliga låtar skrivna av Ian Astbury och Billy Duffy.
1. "Ceremony" – 6:27
2. "Wild Hearted Son" – 5:41
3. "Earth Mofo" – 4:42
4. "White" – 7:56
5. "If" – 5:25
6. "Full Tilt" – 4:51
7. "Heart of Soul" – 5:55
8. "Bangkok Rain" – 5:47
9. "Indian" – 4:53
10. "Sweet Salvation" – 5:25
11. "Wonderland" – 6:10
12. "No. 13"
  - bonusspår, i Östeuropa och Asien
13. "Bleeding Heart Graffiti"
  - bonusspår, i Östeuropa och Asien